# Марк Цейоний Силван
Вижте пояснителната страница за други личности с името Силван.
Марк Цейоний Силван (на латински: Marcus Caeionius Silvanus) е политик и сенатор на Римската империя през 2 век.
Син е на Цейонии Силван и внук на Луций Цейоний Комод (консул 106 г.) и Плавция и е братовчед на императора Луций Вер. Така той принадлежи към императорската фамилия.
През 156 г. той е редовен консул заедно с Гай Серий Авгурин.